# یواس‌ان‌اس پرویل (آی‌ایکس-۵۳۷)
یواس‌ان‌اس پرویل (آی‌ایکس-۵۳۷) (به انگلیسی: USNS Prevail (IX-537)) یک کشتی است که طول آن ۲۲۴ فوت (۶۸ متر) می‌باشد. این کشتی در سال ۱۹۸۵ ساخته شد.